# Krzysztof Sosna
Krzysztof Artur Sosna (* 11. Oktober 1969 in Wodzisław Śląski) ist ein früherer polnischer Biathlet.
Krzysztof Sosna war für Dynamitu Chorzów aktiv. Er nahm an den Olympischen Winterspielen 1992 in Albertville teil und wurde dort 60. des Einzels, 46. des Sprints und mit Dariusz Kozłowski, Jan Ziemianin und Jan Wojtas Neunter im Staffelrennen. In Borowez konnte er bei den Biathlon-Weltmeisterschaften 1993 zehnter mit der Staffel Polens werden. Am Biathlon-Weltcup nahm er bis zu seinem Karriereende 1994 teil, gewann aber keine Punkte. Bei den polnischen Meisterschaften gewann Sosna 1990 den Titel im Einzel, 1991 im Sprint.

## Bilanz im Biathlon-Weltcup
Die Tabelle zeigt alle Platzierungen (je nach Austragungsjahr einschließlich Olympische Spiele und Weltmeisterschaften).
- 1.–3. Platz: Anzahl der Podiumsplatzierungen
- Top 10: Anzahl der Platzierungen unter den ersten zehn (einschließlich Podium)
- Punkteränge: Anzahl der Platzierungen innerhalb der Punkteränge (einschließlich Podium und Top 10)
- Starts: Anzahl gelaufener Rennen in der jeweiligen Disziplin

| Platzierung                | Einzel | Sprint | Verfolgung | Massenstart | Team | Staffel | Gesamt |
| -------------------------- | ------ | ------ | ---------- | ----------- | ---- | ------- | ------ |
| 1. Platz                   |        |        |            |             |      |         |        |
| 2. Platz                   |        |        |            |             |      |         |        |
| 3. Platz                   |        |        |            |             |      |         |        |
| Top 10                     |        |        |            |             |      | 2       | 2      |
| Punkteränge                |        |        |            |             |      | 2       | 2      |
| Starts                     | 6      | 5      |            |             |      | 2       | 13     |
| Stand: Daten unvollständig |        |        |            |             |      |         |        |